# Slash's Blues Ball
Slash's Blues Ball fue una banda de versiones de blues, creada por Slash (Guns N' Roses/Velvet Revolver). El grupo hizo giras por todo el mundo, tocando temas de blues hasta finales de los años 90, cuando Slash decidió volver a grabar con Slash's Snakepit.

## Historia
Este proyecto, estuvo formado desde el principio, con los mismos integrantes: Slash (en la guitarra), Teddy Andreadis (en voz, armónica y órgano), Johnny Griparic (en el bajo), Alvino Bennet (en la batería), Bobby Schneck (en la guitarra de acompañamiento), y Dave McClarem (en el saxofón).
En 1995, el grupo fue a tocar en el Festival de la isla (Sziget Festival), en la isla Obuda. Tocaron frente a 206 000 personas, junto a Iggy Pop, Sonic Youth, Stone Roses, The Prodigy y otros músicos variados.
Los dos años siguientes, estuvieron de gira, pero nunca sacaron un álbum. Slash dijo, que disfrutó los grandes lugares y el tiempo que pasaba con sus seguidores, antes y después del show. Entre el repertorio de la banda, estaban temas como "Stone Free", "Born Under A Bad Sign", "Hoochie Coochie Man", "Suspicious" y algunos temas de Bob Dylan, como "Knockin' on Heaven's Door".
En el año 1999, Slash retomó otro proyecto, Slash's Snakepit, una banda que había formado años atrás.
En 2024, Slash volvería al Blues con su álbum Orgy of the Damned, el cual estaría compuesto por versiones de temas clásicos de Blues; para dicho disco y su gira de promoción, Teddy Andreadis volvería a colaborar en armónica y teclados.